# Каролайн
Острів Каролайн або атол Каролайн, також відомий як острів Тисячоліття (англ. Caroline Island, англ. Millennium Island), найсхідніший із коралових атолів, які становлять південні Острови Лайн.
Атол зараз є заповідником. В 2014 уряд Кірибаті встановив 12-мильну зону обмеження вилову навколо кожного з південних островів Лайн.
Атол став відомим через те, що після змін до Міжнародної лінії зміни дат 1995 року, став найсхіднішою ділянкою суходолу на Землі і однією з перших, де настало 1 січня 2000 року.

## Географія і клімат
Атол Каролайн розташований на південно-східному кінці островів Лайн, які простягаються на 1 500 км. Він складається із 39 окремих острівців (моту) загальною площею 3,76 км², які оточують вузьку лагуну у формі дуги, яка має 8,7 км в довжину і 1,2 км в ширину (загальна її площа 6,3 км2). Загальна площа атолу, включно з суходолом, береговими рифами і лагуною, становить 24 км², а протяжність 13х2,5 км. Моту підіймаються над водою не більше ніж на 6 м і, як і у всіх атолах, мають спільне геологічне походження і складаються з піску і вапняку, розташованих поверх коралових рифів.
Згідно з розташуванням Міжнародної лінії зміни дат, є найсхіднішою ділянкою суходолу на Землі.
Основу суходолу острова Каролайн становлять три найбільші моту: моту Нейк (1,04 км²) на півночі; моту Довгий (0,76 км²) на північному сході; моту Південний (1,07 км²). Решта острівців, більшість із яких отримали назви впродовж екологічного дослідження Енжели й Кемерона Кеплерів 1988 року, відносять до чотирьох груп: моту Південний Нейк, моту Центральний Ліворд, моту Південний Ліворд і моту Віндворд (див. мапу. Архів оригіналу за грудень 23, 2010. Процитовано січень 28, 2017.). Впродовж століття спостережень кілька дрібних моту внаслідок сильних штормів з'являлися, деякі цілком зникли, а берегова лінія найбільших моту зазнавала значних змін.
Лагуна в центрі атола є мілководною – щонайбільше 5-7 метрів у глибину. Береговий риф віддалений від берега в середньому на 500 м (за деякими джерелами — на кілометр) і робить висадку на острів небезпечною, окрім, хіба що, піку припливу. На острові немає природних бухт, гаваней, чи глибоких проток до центральної лагуни. Вода, що потрапляє до лагуни під час припливу мілкими каналами, весь час залишається оточеною рифом. Більшість висадок на острів провадяться через невелику прогалину в рифі біля північно-західного берегу Південного моту (її можна побачити на супутниковому фото вище).
На острові Каролайн немає постійних джерел прісної води, але на моту Нейк та Південному є водоносний горизонт і були побудовані колодязі для постачання водою тимчасових поселень. Ґрунти на острові відносно бідні, складені переважно кораловим гравієм та піском. Відчутна частка органіки присутня тільки на стійких, заліснених ділянках в середині островів. Поклади гуано, де вони присутні, роблять ґрунти багатими на азот. Однак навіть на найдавніших і найбільш зазеленених ділянках атолу ґрунти мають лише кілька сантиметрів у товщину (в XIX столітті на Каролайні велись обмежені розробки гуано).
Як і на решті островів Кірибаті, на острові Каролайн панує тропічний морський клімат, спекотний і вологий. Метеорологічні дані є нерегулярними, але загалом температура впродовж року коливається в межах 28-32С. Острів знаходиться в зоні нестійких опадів, але за оцінками щорічно отримує в середньому 1500 мм опадів. Висота припливів становить близько півметра. Пасати, переважно північно-східні, піддають навітряний бік острова значному впливу хвиль.
Острів Каролайн - один із найвіддаленіших островів на Землі. Він знаходиться за 230 км від найближчої суші — острова Флінта, за 1500 км від найближчого постійного людського поселення (на острові Кіритіматі), за 4200 км від столиці Кірибаті Тарави та за 5100 км від найближчого континентального суходолу — Північної Америки.

## Флора і фауна

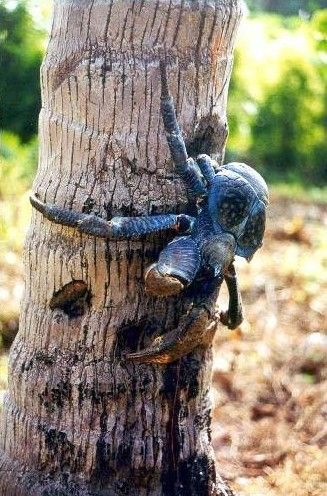
Хоча досі невідомо, чи є кокосовий краб загроженим видом, на острові Каролайн живе значна популяція цих членистоногих.

Попри більше ніж три століття  нерегулярного людського втручання, Острів Каролайн вважається одним із небагатьох майже незайманих тропічних островів і одним із найменш порушених людиною атолів Тихого океану. Через цей його первісний стан, його було визнано частиною Світової спадщини та програми Людина і біосфера. Екологічні дослідження острівної флори і фауни провадилися з перервами у другій половині двадцятого століття: до острова у 1965 році навідувалися учасники програми Біологічного дослідження Тихого океану, у 1974 - експедиції до островів Лайн, у 1988 та 1991 - програми ООН з навколишнього середовища.
Острів Каролайн густо вкритий рослинністю і більшість моту мають три кільця рослинності: зовнішня зона трав, здебільшого представлена Heliotropium anomalum; внутрішня зона чагарників(здебільшого Heliotropium foertherianum); центральна заліснена зона з переважанням заростей дерев Pisonia grandis. На острові у значній кількості, здебільшого на більших моту, росте також завезена людьми кокосова пальма. Ця модель рослинності поширюється на більші моту. На менших відсутня внутрішня заліснена зона, а найменші вкриті лише травою. Серед інших поширених видів Suriana maritima and моринду  лимонолисту.
На деяких ділянках лагуни щільність гігантських молюсків досягає сорока особин на квадратний метр. Найпоширенішими видами є Tridacna maxima та Tridacna gigas.
Лагуна є місцем зростання мальків для багатьох видів риб, включно з такими важливими і значно виснаженими видами як чорнопера рифова акула (Carcharhinus melanopterus) та загрожена горбоголовий губан (Cheilinus undulatus).
Острів Каролайн є важливим місцем розмноження для багатьох видів морських птахів, з яких найчисленніші - темний крячок (Onychoprion fuscata), який нараховує близько 500 000 особин (колонія цих птахів переважає на східних моту) та великий фрегат (Fregata minor), який нараховує понад 10000 тисяч особин. На острові Каролайн та його сусідові острові Флінта проживають одні з найбільших популяцій кокосового краба (Birgus latro). Серед інших місцевих видів - тридакна, численна в центральній лагуні, рак-самітник та численні види ящірок.
На пляжах острову Каролайн влаштовує кладки загрожена зелена черепаха (Chelonia mydas), однак є повідомлення про випадки браконьєрства з боку недавніх поселенців. Також класифікується як вразливий таїтянський кульон (Numenius tahitiensis), перелітний птах з Аляски.
На острів Каролайн людьми було інтродуковано близько 20 видів, серед яких лоза Ipomoea violacea, яка почала стрімко розростатися. Домашні коти та собаки, привезені сюди з поселенцями, витіснили популяцію морських птахів із моту Ана-Ана.

## Галерея

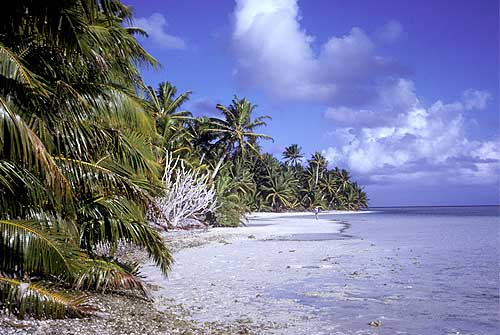
Лагуна з боку Південного моту
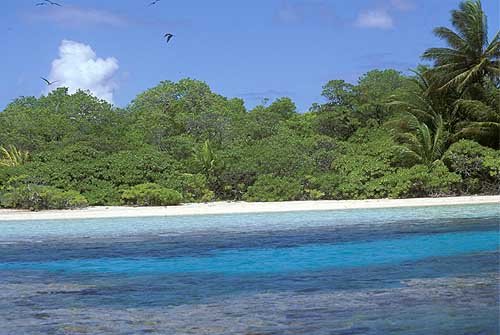
Лагуна атолу Каролайн
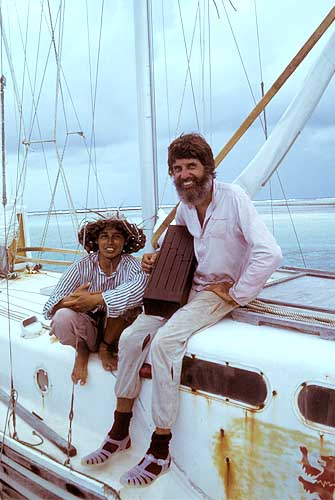
Рон та Анна Фалконер, котрі жили на острові у 1988-1992 роках (на честь Анни названий моту Ана-Ана)
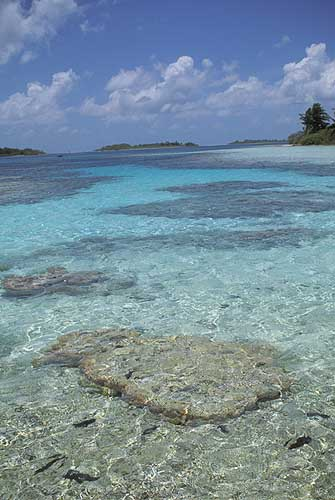
Мілководдя лагуни
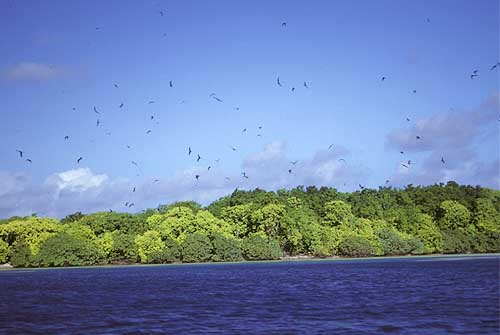
Моту Бразерса
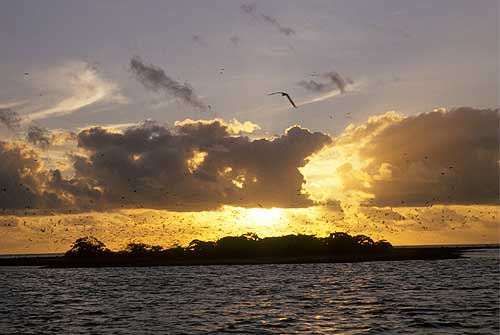
Захід сонця над моту Фішбол
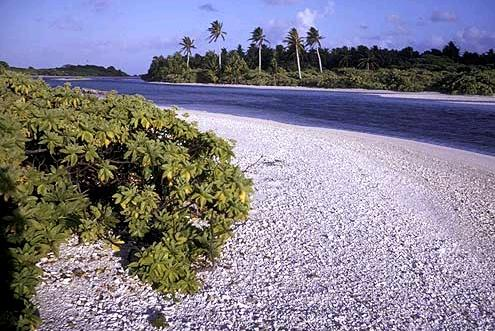
Канал між моту Довгим та Нейк
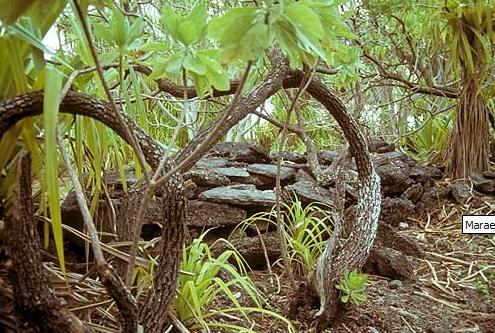
Древнє полінезійське марае (священне місце)
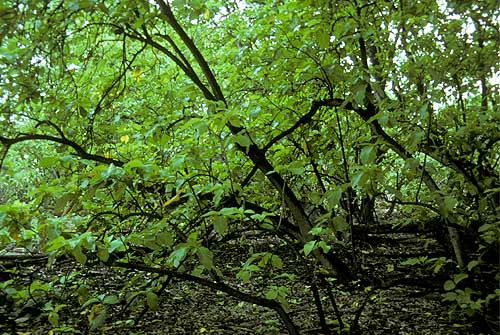
Дерева кордії на моту Північний Арундел
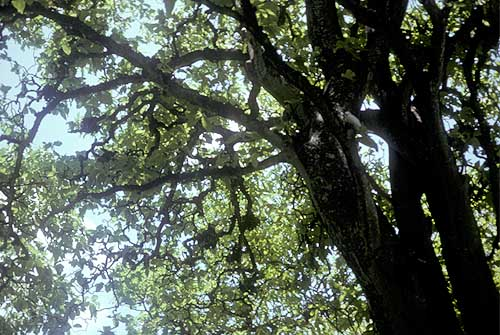
Дерева пізонії
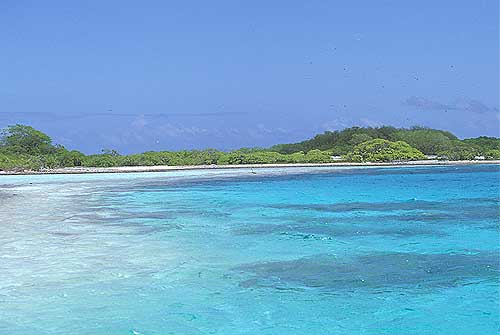
Моту Акулячий
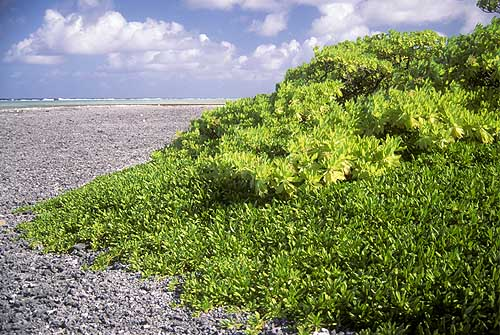
Зарості сцеволи на моту Віндворд